# Титул
Ти́тул (від лат. titulus — напис, почесне звання) — почесне звання (наприклад, граф, герцог), спадкове або таке, що надається окремим особам (зазвичай дворянам) для підкреслення їх особливого, привілейованого становища. Звання вимагає відповідного титулування.

## Складові

### Європейська середньовічна традиція
- ім'я (лат. nomen) — християнське ім'я.
- формула посвяти (лат. formula devotionis) — Dei Gracia тощо.
- власне титул (лат. titulum) — перелік титулів і володінь.

## Таблиця
| Латинська    | Французька              | Англійська         | Німецька | Чеська         | Російська    | Українська      |
| ------------ | ----------------------- | ------------------ | -------- | -------------- | ------------ | --------------- |
| Imperator    | Empereur                | Emperor            | Kaiser   | Císař          | Император    | Імператор/Цісар |
| Rex          | Roi                     | King               | König    | Král           | Король/Царь  | Король/Цар      |
| Dux          | Duc                     | Duke               | Herzog   | Vévoda / Kníže | Герцог/Князь | Князь/Герцог    |
| Comes        | Comte / (ancient) Cuens | Count / Earl       | Graf     | Hrabě          | Граф         | Граф            |
| Marchio      | Marquis                 | Margrave / Marquis | Markgraf | Markrabě       | Маркиз       | Маркграф/Маркіз |
| Vicecomes    | Vicomte                 | Viscount           |          |                | Виконт       | Віконт          |
| [Liber] Baro | Baron                   | Baron              | Freiherr |                | Барон        | Барон           |
| Dominus      | Sire / Seigneur         | Lord               | Herr     | Pán            | Государь     | Господар/Пан    |

### Порівняльна таблиця
| Австрія   | Англія            | Німеччина     | Річ Посполита | Росія         | Франція   | Мусульмани | Кочівники | Китай  | Японія            |
| --------- | ----------------- | ------------- | ------------- | ------------- | --------- | ---------- | --------- | ------ | ----------------- |
| Імператор |                   | Кайзер        |               | Імператор     | Імператор | Халіф      | Каган     | Хуанді | Імператор (Тенно) |
| Король    | Король            | Король        | Король        | Цар           | Король    | Султан     | Хан       | Ван    |                   |
| Кронпринц | Принц (Вельський) | Кронпринц     | Великий князь | Великий князь | Дофін     | Шехзаде    |           |        | Махіто            |
| Курфюрст  |                   |               |               |               |           |            |           |        | Асон              |
| Князь     | Герцог            | Князь         | Князь         | Князь         | Герцог    | Емір       | Бей       | Ґун    | Сукуне            |
| Маркіз    | Маркіз            | Маркіз        | Маркіз        |               | Маркіз    |            |           | Хоу    | Імікі             |
| Граф      | Граф              | Граф          | Граф          | Граф          | Граф      |            |           | Бо     |                   |
| Віконт    | Віконт            |               |               |               | Віконт    |            |           | Цзі    |                   |
| Барон     | Барон             | Барон         | Барон         | Барон         | Барон     |            |           | Нань   |                   |
| Лицар     | Лицар / Ескваєр   | Лицар / Лицар | Шляхтич       | Боярин        | Шевальє   |            |           |        | Інаґі             |

## Наукові
1  Науковий ступінь :
- Бакалавр
- Магістр
- Кандидат наук
- Доктор наук

2 Вчене звання :
- Асистент
- Лектор
- Доцент
- Професор
- Почесний професор

## Звертання

### Церква
- Ваша святосте — до Папи чи Патріарха
- Ваша екселенціє, Ваше високопреосвященство — до Митрополита
- Ваша Еміненціє — до кардиналів, єпископів
- Ваша превелебносте — вікаріїв
- Ваша велебносте — абатів, ігуменів